# Thamnophilus zarumae
El batará de Chapman (en Perú) (Thamnophilus zarumae) es una especie de ave paseriforme perteneciente al numeroso género Thamnophilus de la familia Thamnophilidae. Es nativo del noroeste de América del Sur.

## Distribución y hábitat
Se distribuye en una pequeña región del suroeste de Ecuador y noroeste de Perú.
Es bastante común en el sotobosque de bosques montanos, bordes de selva y clareras, principalmente entre los 600 y los 2000 m de altitud.

## Estado de conservación
Según la IUCN, su estado de conservación representa una «preocupación menor». A pesar de que gran parte del ya restringido rango altitudinal de esta especie ha sido deforestado para agricultura, lo que aprentemente causa un declive en la población, y que la destrucción continúa, no se considera que la especie reúna los requisitos para ser considerada «vulnerable» debido a la baja velocidad de esta decadencia.

## Descripción
Mide 15,5 cm de longitud y pesa entre 21 y 23 g. Es una versión pálida del batará barrado (Thamnophilus doliatus) cuyas áreas no se sobreponen. El macho es negro mezclado con gris y algún pardo amarillento en la rabadilla. El barrado negro por abajo es débil y restringido al pecho; los flancos y el vientre son pardo amarillentos. La hembra tiene los lados de la cabeza y el cuello más grisáceos. Presenta penacho negro; el iris es amarillo grisáceo o pardo. El pico tiene la maxila negra y la mandíbula gris azulada; las patas son gris azuladas.

## Comportamiento
Permanece oculto en la vegetación densa y es difícil de ver, mucho más fácil de oír. Forrajea en parejas, cerca del suelo o hasta 15 m de altura, saltando y hurgando entre el follaje en busca de insectos; generalmente no se junta con bandadas mixtas, pero ya ha sido observado participando de estos grupos de alimentación.

### Alimentación
Su dieta consiste de una variedad de insectos y otros artrópodos, incluyendo larvas de lepidópteros, ortópteros y arañas. También ha sido observado alimentándose de bayas en la copa de un árbol (Meliaceae).

### Vocalización
El canto es una serie rápida de la menos 8-10 notas «chup», terminando con varias notas nasales de timbre más alto, obviamente separado en dos partes y al que le falta una nota final acentuada. El llamado es un «nah» nasal.

## Sistemática

### Descripción original
La especie T. zarumae fue descrita por primera vez por el ornitólogo estadounidense Frank Michler Chapman en 1921 bajo el nombre científico Thamnophilus zarumaæ; localidad tipo «Zaruma, El Oro, Ecuador».

### Taxonomía
La presente especie ya fue considerada conespecífica con Thamnophilus doliatus, pero difieren en las características morfológicas y en las vocalizaciones. Ambos pertenecen al llamado «grupo T. doliatus», que también incluye T. palliatus, T. torquatus, T. tenuepunctatus y T. ruficapillus. Las diferencias de plumaje entre las subespecies pueden ser apenas clinales.

### Subespecies
Según la clasificación del Congreso Ornitológico Internacional (IOC) (Versión 7.1, 2017) y Clements Checklist v.2016, se reconocen dos subespecies, con su correspondiente distribución geográfica:
- Thamnophilus zarumae zarumae Chapman, 1921 – suroeste de Ecuador (El Oro, Loja) y noroeste de Perú (Tumbes, noreste de Piura).
- Thamnophilus zarumae palamblae J. T. Zimmer, 1933 – noroeste de Perú (sureste de Piura, este de Lambayeque).